# レーワルデン空軍基地
レーワルデン空軍基地（オランダ語：Vliegbasis Leeuwarden）は、オランダ王国フリースラント州レーワルデンに所在するオランダ空軍の飛行場。

## 歴史
レーワルデン飛行場は1938年に建設され、当初はアムステルダム・スキポール空港との間での路線が就航していた。空港としてはまれにしか使用されていなかったが、1940年にナチス・ドイツ軍が侵攻してから状況は一変した。ドイツ軍の戦闘機と爆撃機が配備され、イギリスへの爆撃作戦に従事した。第二次世界大戦中の1944年9月16日から17日にかけてイギリス空軍による爆撃で、基地の大半が破壊されたが、オランダ解放後に基地は再建された。戦後初年に民生空港としてKLMオランダ航空がスキポール空港までの路線を就航させ、1949年に軍事基地となった。
基地は、北大西洋条約機構加盟初年度から西ヨーロッパで最も使用される空軍基地であった。5つの範囲からなる暫定保留空域（TRA）が設定され、精密射撃や爆撃のために供された。基地には当初、グロスター ミーティアF8戦闘機が配備され、1956年にホーカー ハンターF6A戦闘機に更新され、1964年にはF-104戦闘機に更新されている。そして1979年にはNATO標準機であるF-16戦闘機が配備される。
現在の基地はF-16戦闘機を装備する1個飛行隊とMQ-9無人航空機を装備する1個飛行隊、捜索救難を任務とする1個飛行隊が配置されている。
基地はNATOの「フリージアン・フラッグ」演習の定期会場となっており、戦闘機教官訓練課程（FWIT）を実施している。2006年と2008年には公共空港として開放された。

## 配置部隊
- 第303飛行隊（AB 412SP）
- 第306飛行隊（MQ-9）
- 第322飛行隊（F-16AM/BM）
- 第920整備中隊
- 第921補給中隊
- 第922支援中隊